# Devika Strooker
Devika Rustom Strooker (Amsterdam, 13 december 1963) is een Nederlands actrice en trainingsacteur.
Strooker studeerde in 1988 af aan de Amsterdamse Toneelschool. Direct daarna speelde zij de hoofdrol in het toneelstuk "Het Verrotte Leven van Floortje Bloem" onder regie van Willem van de Sande Bakhuyzen naar het boek van Yvonne Keuls. Ze werd onder meer bekend door haar bijdragen aan de televisieseries Vrouwenvleugel, waarin ze gestalte gaf aan het personage Tessa Boonstra, en Blauw blauw, waarin ze te zien was als Karin.
Daarnaast speelde zij in de comedyserie We zijn weer thuis van Wim T. Schippers de rol van Marjolijn Koopmans en had ze veel gastrollen in andere Nederlandse televisieseries. Ook is Strooker onder andere te zien in de telefilm Achttien van Jelle van Doornik. In 2011 speelde zij in De eerste snee, een korte film van Tallulah Schwab in het kader van NTR Kort!
In 2008 werd het door haar bedachte en geschreven scenario Dag in dag uit door Ties Schenk verfilmd als NPS One Night Stand. Zij legt zich tevens toe op het acteren in trainingen, als trainingsacteur (rollenspel), met name voor de GGZ. In 2014 produceerde zij de website met de artistieke nalatenschap van het Werkteater (1970-1987), die mede door haar moeder was opgericht.
Devika Strooker is de dochter van Shireen Strooker en Ton Lensink.

## Filmografie
| Jaar      | Productie                     | Rol                | Opmerkingen                 |
| --------- | ----------------------------- | ------------------ | --------------------------- |
| 2012      | Dokter Deen                   | Charlotte          | Gastrol                     |
| 2011      | Hart tegen Hard               |                    | Gastrol                     |
| 2011      | De Eerste Snee                | Moeder             | Korte film                  |
| 2011      | Goede tijden, slechte tijden  | Dokter Vreeburg    | Bijrol                      |
| 2007      | Het Laatste Verlangen         | journalist         | Pim de la Parra             |
| 2007      | Rollercoaster                 | Julia              | Korte film                  |
| 2006      | Intensive care                | Rosa Goorhuis      | Afl. Ja, ik wil             |
| 2004      | Missie Warmoesstraat          | Stanni de Zwart    | Afl. Stannie en de beer     |
| 2002      | Achttien                      | Johanna            | Telefilm                    |
| 2000      | De zee die denkt              | Marga              | Film                        |
| 1999-2000 | Blauw blauw                   | Karin              | Vaste rol                   |
| 1998      | Novellen: Tussen de bomen     | Ex-vrouw Robert    | Korte film                  |
| 1995      | Coverstory                    | Stella             | Tv-serie                    |
| 1993      | Vrouwenvleugel                | Tessa Boonstra     | Vaste rol                   |
| 1993      | Pleidooi                      | Liesbeth Evertse   | Gastrol                     |
| 1993      | Elektrische Stroom (schooltv) | Zichzelf           | Op onderzoek uit            |
| 1992      | 12 steden, 13 ongelukken      | Vivien van Beren   | Afl. "Big City" (Amsterdam) |
| 1991      | 12 steden, 13 ongelukken      | 'Onbekend'         | Afl. Geslaagd (Soest)       |
| 1991-1994 | We zijn weer thuis            | Marjolein Koopmans | Vaste rol                   |
| 1990      | Romeo                         | Actrice            | Film                        |
| 1987      | Odyssée d'amour               | Ramona             | Film                        |
| 1986      | Als in een roes               | Esmée              | Film                        |
| 1985      | Het bloed kruipt              | Angela / Maria     | Afl. Welkom thuis           |
| 1984      | Ciske de Rat                  | Bruidje            | Film                        |
| 1983      | Brandende liefde              | Margot             | Film                        |
| 1978      | Camping                       | Reina              | Film                        |

- International Standard Name Identifier: 0000 0003 6886 5310
- Nederlandse Thesaurus van Auteursnamen: 322182549
- Virtual International Authority File: 291453994
- WorldCat: E39PBJj8MQ7FYyfBBc3FVcBQMP